# City of Cessnock
City of Cessnock är en kommun i Australien. Den ligger i delstaten New South Wales, i den sydöstra delen av landet, omkring 110 kilometer norr om delstatshuvudstaden Sydney. Antalet invånare var 55 560 vid folkräkningen 2016.
Följande samhällen finns i Cessnock:
- Cessnock
- Kurri Kurri
- Greta
- Branxton
- Heddon Greta
- Mulbring
- Paxton
- Laguna
- Pokolbin
- Millfield
- Neath
- Kitchener
- Mount View